# Tchanawa
Tchanawa est une localité du Cameroun située dans le département du Mayo-Tsanaga et la Région de l'Extrême-Nord, dans les monts Mandara, à proximité de la frontière avec le Nigeria. Elle fait partie de la commune de Mogodé et du canton de Mogodé rural.

## Géographie

### Hydrologie
Elle est située sur un petit cours d'eau, le mayo Tchanawa, qui lui a donné son nom, mais comme tous les cours d'eau de l'arrondissement, il est temporaire.

### Climat
Le climat est de type soudano-sahélien, avec une température moyenne annuelle variant entre 25 et 26 °C, marquée par une forte amplitude thermique. Une longue saison sèche s'étend de novembre à avril. Les précipitations sont d'environ 950 mm par an, particulièrement abondantes en août. 

### Population
Lors du recensement de 2005, on y a dénombré 4 711 personnes. Les habitants de l'arrondissement sont majoritairement des Kapsiki.

## Économie
On y cultive notamment le mil rouge, l'arachide, le sorgho et le niébé et on y élève des volailles.

## Infrastructures
La localité est dotée d'une école primaire publique et d'un centre de santé (CSI).
Elle est située à 8 km de Houpou où se trouve un collège (CES).